# Assiris
El assiris, també anomenats caldeus, siríacs (en arameu: suryoye) i arameus, són un grup ètnic de l'Orient Mitjà, suposats descendents dels antics assiris. Viuen principalment al nord de l'Iraq, en alguns pobles de Turquia, a Síria, al nord-oest de l'Iran i en comunitats per diversos llocs del món, on destaquen els Estats Units, el Canadà, Austràlia, Nova Zelanda, Rússia, el Líban i Jordània, i alguns estats europeus.
Els assiris han patit grans moviments migratoris, tals com el genocidi assiri al final de la I Guerra mundial, la massacre de Simele a l'Iraq (1933) i la revolució islàmica a l'Iran (1979). Darrerament, la guerra a l'Iraq (2003-2010) ha desplaçat milers d'assiris (uns 400.000, el 40% de la població, els quals representen només el 3% de la població de l'Iraq).

## Història
El poble assiri prové de la població preislàmica de Mesopotàmia des del temps de l'Imperi d'Accàdia. En l'Imperi neoassiri la població va començar a adoptar com a llengua l'antic arameu, la llengua de les tribus aramees introduïdes a l'imperi i assimilades al segle viii, que s'havia convertit en llengua franca.
Síria va esdevenir província romana el 64 aC. Assíria ho va ser efímerament sota Trajà i després del 161 al 363 de manera inestable, finalment fou donada a Pèrsia. En aquest període Assíria es va cristianitzar.
Heròdot diu que els grecs anomenaven els assiris "siris" eliminant la a; aquesta és la primera menció d'un nom diferent per a un poble que només n'era un. Els romans en van conquerir la part occidental i li van dir Síria —les regions d'Alep i Damasc— i aquí va néixer la distinció entre Síria i Assíria. Els pobles de l'Imperi assiri s'havien fusionat en un de sol anomenat assiri, que parlava arameu, però amb la conquesta romana van sorgir els sirians (assiris occidentals) i els assiris propis (assiris orientals). La identitat ètnica, però, es va mantenir, cosa que va facilitar després el domini romà de les dues regions (occidental i oriental). Les dues parts del poble es van cristianitzar al mateix temps (entre els segles ii i iii) fins que al segle iv els orientals van passar a Pèrsia i al segle v es va introduir un element separador:
- Al concili de Selèucia-Ctesifon, del 410, les comunitats cristianes de Mesopotàmia van renunciar a la subjecció al patriarca d'Antioquia i als bisbes "occidentals"; el bisbe de Selèucia-Ctesifon va assolir el rang de catholicos.
- Els cismes nestorià i monofisita.

Al segle viii els nestorians de Pèrsia van esdevenir una minoria religiosa sota el califat. Els assiris i siríacs (nom que els diferencia dels habitants de Síria o sirians, de majoria àrab) eren ètnicament i cultural diferents dels àrabs, malgrat la gran influència que van rebre d'aquesta cultura, així com eren diferents als perses i més tard als armenis, turcs i kurds. La seva llengua va evolucionar entre el segle ii i el VIII cap als dialectes neoarameus que encara parlen.

Celebració en un monestir siríac ortodox a Mosul, a l'Imperi Otomà, inici del

Durant el temps de la conquesta musulmana, residia a Nínive un bisbe de l'Església oriental i l'autonomia religiosa es va mantenir durant tot el període islàmic. Així mateix, el profeta Mahoma va demanar en una fatwa la protecció del poble assiri de Mesopotàmia. L'autonomia, però, es va perdre amb la conquesta otomana: la fatwa de Mahoma va ser destruïda el 1847 i trenta mil assiris van ser massacrats. Cap al final de la I Guerra mundial les matances dels turcs, especialment contra els armenis, van afectar els assiris: dos terços de la seva població va morir en massacres organitzades, de gana, de malaltia i per les conseqüències de la violència. Els assiris van servir de manera destacada en els Iraq Levies organitzats pels britànics el 1919.
El 1932 els assiris van refusar esdevenir ciutadans de l'Iraq i van reclamar ser considerats una nació dins l'estat. El patriarca assiri Mar Eshai Shimun XXIII va demanar a la Lliga de Nacions el reconeixement del dret dels assiris a governar el territori conegut com a "Triangle assiri" al nord de l'Iraq. Aquest fet va ser el desencadenant de la primera matança del govern iraquià contra els assiris, coneguda com la massacre de Simele.
El govern baasista va fer promeses als assiris el 1967. Tot preparant-se per l'autonomia, el congrés assiri de Teheran de 1971 va adoptar una bandera nacional. El govern baasista va complir les promeses i va reconèixer els drets culturals dels assiris, caldeus i membres de la comunitat siríaca oriental el 1972. La seva llengua seria utilitzada en totes les escoles primàries en què la majoria dels alumnes parlessin neoarameu-siríac (amb l'ensenyament complementari de l'àrab), es van crear programes de ràdio i televisió, van sorgir-ne revistes i es va fundar una associació d'escriptors i autors en siríac. El 1977 un govern provisional assiri a Chicago, als Estats Units, va establir una constitució per al futur estat autònom. Aquesta aspiració mai no es va concretar, però segueix present entre les reivindicacions dels assiris actuals. Entre 1977 i 1978 la campanya d'arabització va afectar els assiris. Tot i que Tarek Aziz, el ministre d'Afers Exteriors iraquià, era assiri, Saddam Hussein va seguir una política hostil cap als kurds, assiris-caldeus i turcmans. En la Guerra Iran-Iraq (1980-1988) nombrosos assiris van lluitar pels dos costats, i hi moriren prop de seixanta mil assiris. Quan Saddam Hussein va arribar a la presidència hi havia una població d'uns dos milions d'assiris, mentre que en acabar la invasió americana la xifra es va reduir vers un milió i mig. Molts assiris s'havien exiliat com a refugiats i d'altres havien migrat a Jordània, Síria i Líban, i a altres països, com Austràlia, Nova Zelanda, Canadà, Estats Units i a estats d'Europa.

### Guerra de l'Iraq
Després de la invasió americana els assiris van ser perseguits pels extremistes musulmans. En alguns llocs, com Dora, un barri al sud-oest de Bagdad, el 90% dels assiris van haver de fugir o van ser assassinats. Church Bombings in Iraq Since 2004.  Aina.org [Consulta: 16 novembre 2008]. El ressentiment contra l'ocupació americana es revenjava amb els cristians locals. També altres fets, com la publicació d'uns dibuixos de Mahoma en una revista danesa, i unes desafortunades declaracions de Benet XVI van ser revenjades contra els assiris. Des de l'inici de la Guerra de l'Iraq el 2003 unes 46 esglésies cristianes o monestirs van patir bombes o atacs seriosos.

## El poble

### Subdivisions
Les grans subdivisions ètniques dels assiris són:
- Grup oriental (ritus siríac oriental)
- Grup occidental (ritus siríac occidental)

Subdivisions religioses, geogràfiques i lingüístiques:
- Siríacs jacobites (ritus siríac occidental) a Turquia, Síria i alguns a l'Iraq, que formen part de les esglésies següents:
  - Església ortodoxa siríaca
  - Església catòlica siríaca
- Nestorians (ritus siríac oriental) a l'Iraq, l'Iran i alguns a l'Anatòlia oriental, que formen part d'aquestes esglésies:
  - Església assíria oriental
  - Antiga Església oriental
- Caldeus (anomenats caldeus cristians o caldeus catòlics) a l'Iraq i al nord de l'Iran, que formen part de l'Església següent:
  - Església catòlica caldea

### Pàtria
Els assiris són considerats un poble indígena de l'Orient Mitjà amb origen a la zona entre el Tigris i l'Eufrates. A l'Iraq hi viuen un milió i mig d'assiris, a Síria 877.000 i a l'Iran uns 80.000. A Tur Abidin, a Turquia, considerada la pàtria dels siríacs o arameus, només en queden 3.000 i a tota Turquia uns 15.000. Després del 1915, durant el genocidi, molts assiris i siríacs van fugir a altres països de l'Orient Mitja, a la Rússia soviètica i a països occidentals. Mig milió viuen a Europa (Alemanya, Suècia). Les comunitats més grans són les de Södertälje, Chicago i Detroit.
Ells mateixos afirmen ser descendents dels antics accadis, qui, sota Sargon I d'Accad, foren la classe dirigent d'Assíria. Babilònia (Sumer i Accad) fou un territori sotmès a Assíria. El títol de "rei de Babilònia" era "Rei de Sumer i Accad" com a transliteració de l'accadi Šār Mat Šūmerī ū Akkadī. Finalment, les tribus aramees foren assimilades a l'Imperi Assiri i la seva llengua esdevingué dominant, mentre que emergien cultures de formes diferents a l'Assíria. Avui, a certes àrees del territori assiri, la identificació amb la comunitat depèn de la vila d'origen de la persona (veure Llista de viles assíries) o denominació cristiana, com catòlics caldeus.

### Identitat
Els assiris estan dividits en diverses esglésies (vegeu apartat "Religió") i parlen diferents dialectes neo arameus que a més a més molts poden llegir i escriure. Existeixen fortes pressions perquè s'identifiquen com a àrabs. Els assiris eren el 5% de la població de l'Iraq abans de la guerra (2003) però el seu nombre ha baixat considerablemt i ha pujat el nombre a Síria. A Turquia se'ls pressiona per identificar-se com a turcs i al Kurdistan com a kurds. A Síria estan desapareixent com a grup ètnic separat a causa de l'assimilació i només subsisteixen a les zones més aïllades.

### Autodesignació
Les diferents comunitats de parlants de dialectes neoarameus a l'Iraq, Iran, Síria i Turquia, advoquen per diferents denominacions ètniques pel poble:
- "Assiris" (Aturaye, de l'antiga Assíria), defensat pels seguidors de l'Església Assíria Oriental i l'Antiga Església Oriental, un dels grups dels assiris orientals.[46] En conseqüència aquests assiris anomenen als de Síria assiris occidentals (i a si mateixos assiris orientals); però els "assiris occidentals" prefereixen la denominació de siríacs, rebutjant assiri, siri o ètnic sirià. El nom d'assiris és acceptat no obstant per algunes comunitats occidentals part de l'Església Ortodoxa Siríaca i de l'Església Catòlica Siríaca i alguns grups de caldeus. Aquesta tendència acceptaria el nom "siríacs" (suryoye)
- "Siríacs" (Suryoye, Suroye) defensat pels seguidors de l'Església Ortodoxa Siríaca i de l'Església Catòlica Siríaca i de l'Església Maronita.
- Arameus (Aramaye), pels antics arameus, defensat pels seguidors de l'Església Ortodoxa Siríaca i de l'Església Catòlica Siríaca i de l'Església Maronita que pensen que el nom siríac origina confusió amb els sirians àrabs.
- "Caldeus", de l'antiga Caldea, defensar pels seguidors de l'Església Catòlica Caldea

Així hi ha tres denominacions possibles: Assiris, Siríacs/Arameus i Caldeus. El conflicte deriva principalment del debat sobre si Síria i Assíria són sinònims, qüestió que darrerament sembla haver-se decantat cap al fet que efectivament Síria deriva d'Assíria (𒀸𒋗𒁺 𐎹 Aššūrāyu). Però alguns erudits rebutgen aquesta teoria i resten importància a això en el conflicte pel nom.

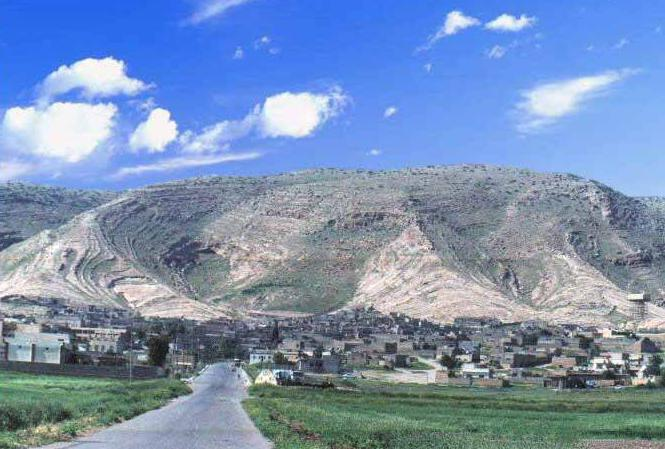
Alqosh al mig de la civilització assíria.

Rudolf Macuch assenyala que el neoarameu oriental inicialment utilitzava el terme "Sirià" (suryêta) i només molt posteriorment, amb la pujada del nacionalisme, es va canviar a "assiri" (atorêta). Segons Tsereteli, tanmateix, un equivalent georgià d'"assiris" apareix en antics documents georgians i armenis. Això es relaciona amb la teoria que les nacions a l'est de Mesopotàmia coneixien el grup com assiris, mentre que a l'oest, començant al període d'influència grega, el grup es coneixia com a sirians.

## Llengua[53]
La majoria dels assiris parlen una forma moderna de siríac, una forma d'arameu. Totes elles són classificades com a llengües neoaramees. La llengua neoaramea que parlen els assiris deriva de l'antic arameu, llengua franca a l'imperi neoassiri desplaçant a l'antic dialecte semític accadià. L'arameu fou la llengua del comerç, els negocis i les comunicacions i va esdevenir llengua vernacular a Assíria. L'acadià s'havia extingit el segle i encara que algunes paraules van sobreviure en el neoarameu.
Els llenguatges neoarameus orientals inclouen com a dialectes tant el caldeu i el turoyo com l'assiri propi; s'escriuen en escriptura siríaca derivada de l'antic alfabet aramaic.
Els assiris lògicament parlen la llengua del país on viuen o en molts casos dues llengües (per exemple àrab i kurd, o àrab i turc). Els assiris anomenen a la llengua (formada com s'ha dit per diversos dialectes) suret o soureth. A Síria s'ha trobat una estàtua amb inscripcions assíries i aramees que sembla el primer testimoni de l'arameu.
El neoarameu conserva moltes similaritats amb l'arameu imperial (antic arameu). Els primers visitants europeus a Mesopotàmia en els temps moderns van trobar un poble que s'identificava com a assiris i homes que portaven noms antics assiris com Sargon i Senaquerib. Els assiris exhibeixen un fort grau de continuïtat lingüística, religiosa i cultural des del temps dels grecs clàssics, a través de perses, parts, romans d'Orient, sassànides, àrabs, turcmans, perses i turcs otomans. No obstant la seva descendència directa dels antics assiris o neobabilonis, defensada pels nacionalistes assiris, ha estat disputada per alguns historiadors, però altres hi donen suport com H.W.F. Saggs, Robert D. Biggs i Simo Parpola i per a iranologistes com Richard Nelson Frye.

## Religió
Pertanyen a diferents religions cristianes:
- L'Església Oriental Assíria es creu que té uns 300.000 membres. El patriarca és Mar Dinkha IV que resideix a Chicago
- L'Església Catòlica Caldea en tindria uns 900.000. El patriarca es Mar Emmanuel III Delly, que fou elevat a cardenal (el primer assiri elevat a aquesta dignitat) el 2007. Quan es va establir l'Església Catòlica Caldea, el seu primer patriarca va ser proclamat patriarca de "Mossul i Athur" (Nínive i Assíria) el 20 de febrer de 1553 pel Papa Juli III.
- L'Església Ortodoxa Siríaca (ʿIdto Suryoyto Triṣaṯ Šuḇḥo) en té uns 100.000. El patriarca és Ignatius Zakka I Iwas amb seu a Damasc
- L'Antiga Església Oriental tindria uns 80.000 membres i el patriarca, Mar Addai II, resideix a Bagdad
- L'Església Catòlica Siríaca
- L'Església Maronita o Església Siríaca Maronita

Algunes confiessions protestants van captar alguns adeptes però són una minoria molt petita. Formen part de l'Església Evangèlica Assíria, l'Església Pentecostal Assíria i altres grups.
Celebren el baptisme i la primera comunió. Al moment de la mort, al cap de tres dies de l'enterrament hi ha una reunió per celebrar l'ascensió al cel (com Jesús) i al cap de set dies una nova reunió per commemorar la seva entrada a l'altra vida. Els parents propers van vestits de negre durant 40 dies amb les seves nits, i a vegades fins a un any, en signe de respecte. Els assiris també practiquen matrimonis únics. Els rituals realitzats durant els casaments inclouen molts tipus diferents d'elements dels 3.000 darrers anys; un casament assiri tradicional dura una setmana però avui dia el més habitual són 2 o 3 dies i 1 o 2 dies a la diàspora.

## Cultura

Nen amb la roba tradicional assíria.

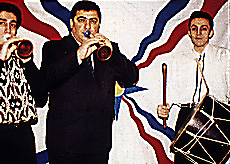
Assiris tocant la Zoorna i la Dahola.

La cultura assíria està en gran part influïda per la religió. La llengua es lliga a l'església també perquè utilitza la llengua siríaca en la litúrgia. Es fan festivals religiosos en festes com Pasqua i Nadal. Hi ha també un festival al Kha b-nisan (equinocci vernal).
La gent sovint saluda i diu adéu als parents amb un petó a cada galta i dient "La pau t'acompanyi". Altres reben amb una encaixada de mà, només amb la mà dreta, ja que segons la tradició la mà esquerra està associada amb el mal. Similarment, les sabates no poden quedar afrontant una a l'altra, un no pot tenir els seus peus encarant-se amb qualsevol directament, xiular de nit és despertar mals esperits, etc.
Hi ha molts costums assiris que són comuns a altres cultures de l'Orient Mitjà. Un pare posarà sovint un penjoll a la seva criatura per a evitar "el mal d'ull". Escopir a qualsevol o a les seves pertinences és vist com a insult greu.

### Música i dansa
- La zoorna (flauta bàsica) i la dahola (tambor gran) són els instruments musicals principals. El primer festival de música arameu es va fer al Líban de l'1 al 4 d'agost. Tenen diverses danses tradicionals que utilitzen especialment a les grans cerimònies com a casaments i són barreja d'elements assiris i altres que no ho són.

### Festivals
Els festivals tendeixen a ser associats amb la religió. Destaquen:
- Pasqua (el més important) que per basar-se en el calendari gregorià se celebra entre el 22 de març i el 25 d'abril
- kha b-nisan, any nou assiri, tradicionalment l'1 d'abril encara que normalment se celebra el gener
- Som Baoutha, la festa de Nineveh. És un període de tres dies de dejuni i oració.
- Somikka, la versió assíria de Halloween.
- Kalu de Sulaqa, celebració de la llegenda de Malik Shalita.

### Roba tradicional
La roba assíria varia de poble a poble. La roba és normalment de colors blau, vermell, verd, groc i morat. Tots aquests colors també es poden utilitzar com a brodats en una peça de roba blanca de roba. La decoració és pròdiga i a vegades inclou joieria.

### Cuina
La cuina és similar a altres cuines de l'Orient Mitjà. És rica en grans, carns, patata, tomàquet i arròs; aquest darrer normalment és servit amb tots els àpats acompanyats per un estofat que es posa típicament sobre l'arròs. El te és una beguda popular, i hi ha també uns quants plats de postres, aperitius, i begudes.

### Noms
Els noms accadians estan testimoniats al període sassànida abans que fossin canviats per noms bíblics. Aquestos, en les seves variants d'àrab, siríac i anglès són ara tradicionals. Els noms com Daniel, David, Gabriel, Jordi, Jacob, Josep, Tomàs, Pere, Jaume, Joan, Elies i Maria són d'origen religiós clar, encara que molts dels noms esmentats són en arameu. Als nens se'ls donen sovint noms bíblics, i, per patriotes assiris, noms assiris com Ashur, Sargon, Shamiram, Nineveh, Ninos, Nimrod, etc. i pels nacionalistes arameus/siríacs, noms arameus/siríacs com Abgar, Aram, Afrem, Aryu, etc. També es donen noms francesos com Jean, Pierre, Lawrence. Els noms d'origen turc i àrab són també habituals. A Turquia els noms són predominantment turcs com a resultat del dret turc que prohibeix als assiris batejar amb noms assiri als seus fills, i el nom assiri passa a ser un renom.

## Genètica
Un estudi genètic de finals sel segle xx dirigit per Cavalli-Sforza, Paolo Menozzi i Alberto Piazza mostra que els assiris tenen un perfil genètic diferenciat. Les anàlisis genètiques dels assiris de l'Iran demostra que tots són propers genèticament amb molt poca aportació o barreja externa dels musulmans perses; el codi genètic dels assiris iranians és molt proper al del conjunt dels assiris. Cavalli-Sforza i els altres afegeixen "els assiris són un grup homogeni suposadament originari d'Assíria, al nord de l'Iraq, i són cristians i probablement descendents dels seus homònims antics". Les dades genètiques són compatibles amb la història i amb el paper de la religió en el manteniment d'una identitat assíria separada durant l'època cristiana fins avui.

## Bandera d'Assíria
A part de les banderes històriques utilitzades vers 1919-1921 quan van intentar un estat propi, els assiris a l'exili van tenir una bandera de fet; el 1971 el Congrés Nacional Assiri va adoptar una bandera que pretenia ser comuna per a tota la nació i ho va ser un temps, però als darrers anys s'han adoptat banderes diferents pels tres grups de la nació. També existeixen nombroses banderes polítiques (dels partits polítics i llistes electorals al Kurdistan) o polititzades (una bandera dels assiris favorables a Saddam Hussein i una dels favorables a la revolució islàmica de l'Iran).

## Partits polítics assiris

### Internacionals
- Aliança Universal Assíria
- Aliança Universal Siríaca
  - Unió Siríaca Europea
  - Associació Aramea Americana

### Partits a l'Iraq
- Assemblea Nacional Assíria (Grup Nacional Assiri) (Iraq)
- Partit d'Alliberament Assiri
- Assemblea Cultural Caldea
- Partit Comunista Khaldu-Ashur
- Conferència General Assíria
- Congrés Nacional Assiri
- Congrés Nacional Caldeu
- Consell Nacional de Beth-Nahrin
- Consell Popular Caldeu-Siríac-Assiri
- Cristians Democràtics (Iraq)
- Partit Democràtic de Bet Nahrain (Partit Democràtic de la Terra dels Dos Rius)
- Fòrum Democràtic Caldeu
- Partit de la Llibertat de Beth-Nahrain (Gabo d'Hirutho d'Beth-Nahrain - GBH) també anomenat Partit de la Llibertat d'Assíria
- Moviment d'Alliberament Assiri
- Moviment de l'Assemblea Independent Siríaca o Moviment de la Reunió Siríaca Independent
- Zowaa o Moviment Democràtic Assiri (ADM - Zowaa Demoqrataya Aturaya)
- Organització Democràtica Assíria
- Organització Nacional Assíria (ANO).
- Partit Patriòtic Assiri
- Partit Progressista Nacionalista Assiri
- Partit Socialista Assiri
- Societat Cultural caldea
- Partit de la Unió Democràtica Caldea
- Unió Nacional de Beth-Nahrin
- Unitat Cristiana del Kurdistan (després Consell Nacional Caldeu-Siríac Assiri)

#### Llistes electorals
- Llista de l'Assemblea Nacional Assíria
- Llista Autonomista Caldea-Siríaca-Assíria
- Coalició Democràtica de Beth-Nahrin
- Llista Democràtica Ishtar
- Llista Democràtica Khaldu-Ashur
- Llista Nacional Nahrain
- Llista Patriòtica Ishtar
- Al-Rafidain
- Llista Unificada Caldea

### Síria, Turquia
- Organització Democràtica Assíria (ADO - Mtakasta Demoqrateta Atureta) (Síria-Turquia-Iraq)
- Organització de la Revolució Patriòtica de Bethnahrin (Síria-Turquia-Iraq)
- Partit de la Llibertat de Beth-Nahrain (Síria-Turquia-Iraq)
- Consell Nacional de Beth-Nahrin (Síria-Turquia-Iraq)

### Iran
- Societat Assíria del Progrés Nacional

### Líban
- Lliga Siríaca
- Partit Assiri (Shuraya)
- Unió Siríaca (o Siriaca-Caldea) del Líban
- Organització Democràtica Aramea

### Jordània
- Amics Siríac-Arameus de Jordània (Jordània)